# Sytse S. Algera
Sytse S. Algera (1967) is een Nederlands stripauteur, uitgever, tolk en is werkzaam bij de Nederlandse politie. Algera woont in Alphen aan de Rijn. Bekende actiestrips van Algera zijn "De Vries" en "Lemuria"
In zijn jeugdjaren las Algera bij voorkeur strips zoals de Eppo en de Amerikaanse strips Spiderman, Batman en de in 1992 uitgebrachte serie Magnus the Robot Fighter.  Voordat hij zelf strips ging schrijven, schreef hij over of vertaalde hij strips. In zijn strips komen thema's  voor die hem persoonlijk bezighouden en maatschappelijke problemen zoals vluchtelingen en loverboys. In de strips komen herkenbare locaties voor zoals het Vredespaleis in Den-Haag, ING-gebouw in Amsterdam of de van Brienenoordbrug in Rotterdam. Algera's ervaringen als politieagent in Den-Haag, dienden als bron voor zijn strips 24/7. 
Sytse Algera werkt o.a. samen met de Patrick Van Oppen, Fred de Heij, Ger Apeldoorn, Dick Heins en Ed van de Linde en Gerrit Willemse. Algera's strips worden naast in Nederland ook uitgebracht in België, Spanje, Duitsland, Zwitserland en Oostenrijk.